# Teorema del centroide de Pappus

El teorema aplicado a un cilindro abierto, a un cono y a una esfera para obtener sus superficies. Los centroides están a una distancia a (en rojo) del eje de rotación.

Teorema del centroide de Pappus, también conocido como teorema de Guldin, teorema de Pappus-Guldin o teorema de Pappus, es el nombre de dos teoremas que relacionan superficies y volúmenes de sólidos de revolución con sus respectivos centroides.
Los teoremas se les atribuyen a Pappus de Alejandría y a Paul Guldin.

## Primer teorema
| El área A, de una superficie de revolución generada mediante la rotación de una curva plana C alrededor de un eje externo a tal curva sobre el mismo plano, es igual a su longitud L, multiplicada por la distancia, {\displaystyle 2\pi d} recorrida por su centroide en una rotación completa alrededor de dicho eje {\displaystyle A=2\pi Ld} Pappus de Alejandría, Paul Guldin |

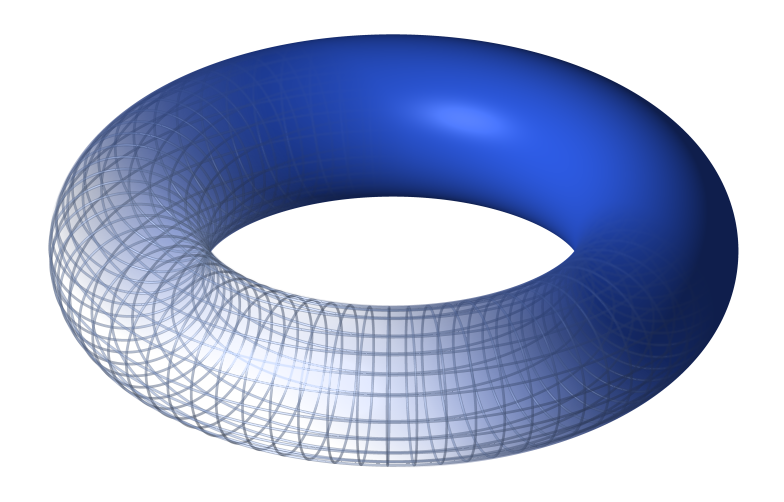
Toro, sólido que se origina de la revolución de un círculo sobre un eje externo.

Por ejemplo, el área de la superficie de un toro de radio menor {\displaystyle r} y radio mayor {\displaystyle R} es: 
{\displaystyle A=(2\pi r)(2\pi R)=4\pi ^{2}Rr.\,}
donde el radio menor corresponde a la superficie circular transversal. El radio mayor es el radio de la circunferencia mayor generatriz.

## Segundo teorema
| El volumen, V, de un sólido de revolución generado mediante la rotación de un área plana alrededor de un eje externo, es igual al producto del área, A, por la distancia, {\displaystyle 2\pi d} recorrida por su centroide en una rotación completa alrededor del eje. {\displaystyle V=2\pi Ad.\,} Pappus de Alejandría, Paul Guldin |

Por ejemplo, también el volumen de un toro de radio menor {\displaystyle r} y radio mayor {\displaystyle R} es 
{\displaystyle V=(\pi r^{2})(2\pi R)=2\pi ^{2}Rr^{2}.\,}
Donde {\displaystyle r} es el radio de la circunferencia menor transversal y {\displaystyle R} es el radio de la circunferencia mayor o generatriz.

## Demostración

### Primer teorema
Sea una curva plana definida por la función {\displaystyle y=f(x)}, en un intervalo cerrado {\displaystyle [a,b]} donde es continua. Entonces, el área del sólido de revolución que se genera al girar la curva alrededor del eje de las {\displaystyle x} es:

(1){\displaystyle A=2\pi \int _{a}^{b}f(x){\sqrt {1+\left({\frac {dy}{dx}}\right)^{2}}}\,dx}

(2.1 ){\displaystyle {\begin{array}{rcl}{\overline {y}}&=&{\frac {\displaystyle \int _{a}^{b}f(x){\sqrt {1+\left({\frac {dy}{dx}}\right)^{2}}}\,dx}{\displaystyle \int _{a}^{b}{\sqrt {1+\left({\frac {dy}{dx}}\right)^{2}}}\,dx}}\\\\&=&{\frac {\displaystyle \int _{a}^{b}f(x){\sqrt {1+\left({\frac {dy}{dx}}\right)^{2}}}\,dx}{\displaystyle L}}\end{array}}}

Por otra parte, la coordenada {\displaystyle {\overline {y}}} del centroide de esta curva se calcula así:
Ya que {\displaystyle L} es la longitud de la curva plana indicada en el denominador.
Es fácil inferir que la ecuación (2) se transforma en:

(3){\displaystyle A=2\pi {\overline {y}}L}

Con lo cual se completa la demostración.

### Segundo teorema
Sean dos funciones {\displaystyle f(x)} y {\displaystyle g(x)} continuas y definidas en el intervalo {\displaystyle [a,b]}, tales que {\displaystyle f(x)\geq g(x)} y que delimitan una región plana de área {\displaystyle A}. El volumen {\displaystyle V} del sólido de revolución que se genera al hacer girar esta región alrededor del eje x se calcula mediante el método de los anillos, lo que da como resultado:

(4){\displaystyle V=\pi \int _{a}^{b}\left[f(x)^{2}-g(x)^{2}\right]\,dx}

Por otra parte, para calcular la coordenada {\displaystyle {\overline {y}}} del centroide de una región plana delimitada por las curvas {\displaystyle f(x)} y {\displaystyle g(x)} se emplea esta ecuación:

(5){\displaystyle {\begin{array}{rcl}{\overline {y}}&=&{\frac {\displaystyle \int _{a}^{b}(f(x)+g(x))(f(x)-g(x))\,dx}{\displaystyle 2\int _{a}^{b}\left[f(x)-g(x)\right]\,dx}}\\\\&=&{\frac {\displaystyle \int _{a}^{b}\left[f(x)^{2}-g(x)^{2}\right]\,dx}{\displaystyle 2\int _{a}^{b}\left[f(x)-g(x)\right]\,dx}}\\\\&=&{\frac {\displaystyle \int _{a}^{b}\left[f(x)^{2}-g(x)^{2}\right]\,dx}{\displaystyle 2A}}\end{array}}}

Ya que {\displaystyle A} es el área comprendida por las dos curvas. Por tanto, la ecuación del volumen debe volver a ser escrita como:

(6){\displaystyle V=2\pi A{\overline {y}}}

lo que completa la demostración. Si el cálculo se refiere a la coordenada {\displaystyle {\overline {x}}} el cálculo es semejante, haciendo la salvedad de que, en este caso:

(7){\displaystyle V=2\pi \int _{a}^{b}x[f(x)-g(x)]\,dx}

aunque el área se calcula como ya se indicó al principio.
En caso de que se desee calcular el volumen del sólido de revolución alrededor de una recta que no tenga intersección con el área, de la forma {\displaystyle y=ax+b} aún se puede emplear este teorema a condición de que se calcule la distancia entre el centroide y dicha recta.